# Rorri racerbil
Rorri Racerbil (Roary the Racing Car på engelska) (2007–2010) är ett barnprogram som bland annat sänds av SVT och Nickelodeon. Serien handlar om en ung racerbil på äventyr. Rorri är en kvick, röd, tuff och energisk racerbil. Handlingen äger rum på och omkring Silverringen (Silver Hatch) och historien berättar om Rorris vänskap med racerbilsvännerna och mekanikern Store Kris, som älskar karaoke. 
Skaparen av Rorri är David Jenkins. David arbetade på Brands Hatch Race Circuit, en racingbana nära West Kingsdown, när han kom på idén till serien. Peter Curtis, kreativ direktör hos HiT Entertainment, ritade och utvecklade sedan serien. Peter har tidigare skapat serier som Byggare Bob, Rubbadubbers, Moonacre, Yoko! Jakamoko! Toto!, Pingu, Barney och vänner och Fifi och blomsterfröna. Verkställande producent av serien är Greg Lynn och Peter Curtis. 
Showen är en kombination av stop ram animation. Varje episod har en avslutad historia, sånger och humor - allt på 10 minuter.

## Karaktärer

### Bilar och andra fordon
- Rorri är en röd Formel 1-bil. Han är "nummer ett" på Silverringen. Han är barnslig av sig och råkar ofta ställa till det så att Herr Karburator kokar över. Han är väldigt tävlingsinriktad och tycker om att tävla med de andra bilarna. Hans största konkurrent är Maxi racerbil som vill vara snabbare än Rorri.
- Maxi är en gul Formel 1-bil. Han anser sig vara "banans glans" och har vunnit stor uppmärksamhet hos Herr Karburator som tycker att Maxi är en "stjärna." Maxi är också en riktig retsticka då han tycker om att förstöra för Rorri så att han själv får beröm. Han är dock väldigt mörkrädd och till undsättning kommer Rorri. Det kommer eld från hans avgasrör.
- Cici är en rosa racerbil. Cici är mycket bra kompis till Rorri och de tycker om att tävla mot varandra. Cici är den "sötaste" bilen på Silverringen (tycker hon själv i alla fall.) Cici har en sopborste kopplad till motorn och är en riktig hejare på att städa.
- Draken är orange och har blå lyslampor under golvet. Han är bästa kompis med Plåtis.
- Plåtis är den klantigaste bilen av de alla. De kallar honom för "plåtis" då hans plåt är känslig för stötar och han går lätt sönder, vilket man ofta får se. Han är bästa kompis med Draken. Han har slagit rekordet i längsta bromssträcka på Silverringen (om inte Blixten hinner slå det förstås)
- Jerka är en blå 4-hjulsdriven pickup. Tillsammans med Store Chris hjälper han att ta hand om racerbilarna. Han brukar säga: "Bara ta det kallt, Jerka fixar allt!" när det dyker upp något problem.
- Berka är en grön lastbil som tillhör Bonden Grön. Han drömmer om att en dag få köra på Silverringen
- Rostis är Store Chris husvagn. Rostis är gammal och tänker jämt på när han en gång i tiden for ute på vägarnas vidder. En dag körde Jerka och de andra bilarna ut Rostis på en tur på Silverringen.
- Helli är en röd helikopter. Helli transporterar Herr Karburator till och från Silverringen.

### Människor
- Store Chris är Silverringens bilmekaniker och är expert på hur man lagar bilar. Han stora intresse är karaoke och han anser sig själv vara mästare på karaoke. Han har en egen karaokeradio med sig. Han bor i en husvagn och har det väldigt ostädat i sitt hem. Han är nämligen väldigt lat.
- Anna är Silverringens banvaktare och åker runt på banan och kontrollerar att den är körbar. Hon är väldigt noggrann och ordningsam. Hon håller sig i toppform genom joggning.
- Herr Karburator är Silverringens ägare. Han talar en utpräglad italiensk accent. Han har en tjatig mamma som tvingar honom att stänga Silverringen om den är för tråkig. Han irriterar sig på Rorri för att han släpper ut för mycket rök. Han har en egen "lyckonalle" som heter Luigi.
- Bonden Grön bor invid Silverringen på sin bondgård. Han brukar komma med nya, miljövänliga bränslen till bilarna. Till sin hjälp har han lastbilen Berka.

### Djur
- Blixten är en kanin som har en egen motordriven skateboard och hoppas att en dag köra snabbare än bilarna. Han stör ofta på Silverringen och Herr Karburator irriterar sig på honom och gör allt han kan för att bli av med honom.
- Mullblad är en liten mullvad som liksom Store Chris jobbar som mekaniker. Han syns ofta dyka upp från sina grävda gångar.
- Dinky är en åsna som brukar titta på racerbilarna.

## Röster
De svenska rösterna görs bland annat av: Benjamin Ingrosso, Lasse Berghagen, Tommy Nilsson, Nanne Grönvall, Bert-Åke Varg, Ulf Brunnberg, Anders Öjebo och Ola Forssmed.
Karaktärerna i serien görs av: 

### Bilar och andra fordon
- Rorri: Benjamin Ingrosso
- Maxi: Henrik Blomqvist
- Cici: Nanne Grönvall
- Draken: Anders Forsslund
- Plåtis: Roger Storm
- Jerka: Anders Öjebo
- Helli: Anders Öjebo
- Rostis: Jakob Stadell
- Berka: Ola Forssmed

### Människor
- Store Chris: Tommy Nilsson
- Anna: Rakel Wärmländer
- Herr Karburator: Ulf Brunnberg
- Bonden Grön: Bert-Åke Varg

### Djur
- Blixten: Jakob Stadell
- Mullblad: Staffan Hallerstam
- Dinky: Anders Öjebo

### Berättare
- Lasse Berghagen